# Evil Aliens
Evil Aliens è un film del 2005, diretto da Jake West.
Il film è una commedia horror splatter, che segue la tradizione di film come Splatters - Gli schizzacervelli, Chi è sepolto in quella casa? e La casa, con l'impiego di molte scene di sangue.
È stato il primo film horror britannico ad utilizzare videocamere Sony HD (Alta Definizione), e contiene quasi 140 scene con effetti digitali e un massiccio uso di effetti speciali per le scene più cruente.

## Trama
Il film inizia con un rapimento alieno su un'isola remota al largo della costa del Galles. Le notizie che circolano su questo avvenimento richiamano una troupe inglese, guidata da Michelle Fox che è l'affascinante presentatrice di uno show della TV via cavo chiamato Weird Worlde. All'inizio la troupe crede che l'intera storia sia solo uno scherzo. Tuttavia, si scopre che gli alieni sono veri e non sono pacifici.

## Riconoscimenti
- British Independent Film Awards 2005
  - Premio Raindance